# Сеоця (Омиш)
Сеоця (хорв. Seoca) — населений пункт у Хорватії, в Сплітсько-Далматинській жупанії у складі міста Омиш.

## Населення
Населення за даними перепису 2011 року становило 140 осіб.
Динаміка чисельності населення поселення:

## Клімат
Середня річна температура становить 13,38 °C, середня максимальна – 26,96 °C, а середня мінімальна – 0,11 °C. Середня річна кількість опадів – 884 мм.
| Клімат поселення                              | Клімат поселення | Клімат поселення | Клімат поселення | Клімат поселення | Клімат поселення | Клімат поселення | Клімат поселення | Клімат поселення | Клімат поселення | Клімат поселення | Клімат поселення | Клімат поселення | Клімат поселення |
| Показник                                      | Січ.             | Лют.             | Бер.             | Квіт.            | Трав.            | Черв.            | Лип.             | Серп.            | Вер.             | Жовт.            | Лист.            | Груд.            |                  |
| Середній максимум, °C                         | 9,30             | 9,84             | 12,93            | 16,52            | 20,99            | 25,00            | 26,91            | 26,96            | 22,36            | 17,93            | 12,77            | 9,83             |                  |
| Середня температура, °C                       | 4,72             | 5,25             | 8,32             | 11,92            | 16,39            | 20,41            | 23,05            | 23,09            | 18,48            | 14,07            | 8,90             | 5,99             |                  |
| Середній мінімум, °C                          | 0,11             | 0,66             | 3,74             | 7,34             | 11,80            | 15,81            | 19,18            | 19,22            | 14,62            | 10,20            | 5,05             | 2,12             |                  |
| Норма опадів, мм                              | 77               | 67               | 72               | 75               | 60               | 57               | 39               | 53               | 75               | 97               | 114              | 98               |                  |
| Середньомісячна швидкість вітру, м/с          | 2.92             | 3.24             | 3.36             | 3.07             | 2.72             | 2.46             | 2.48             | 2.33             | 2.61             | 2.72             | 3.32             | 3.32             |                  |
| Середньомісячна сонячна радіація, кДж/м²·день | 5556             | 8241             | 11909            | 16271            | 20156            | 22705            | 24535            | 21492            | 16084            | 10494            | 5993             | 4689             |                  |
| --------------------------------------------- | ---------------- | ---------------- | ---------------- | ---------------- | ---------------- | ---------------- | ---------------- | ---------------- | ---------------- | ---------------- | ---------------- | ---------------- | ---------------- |
| Джерело:                                      |                  |                  |                  |                  |                  |                  |                  |                  |                  |                  |                  |                  |                  |